# Teodoro Schmidt
Teodoro Schmidt is een gemeente in de Chileense provincie Cautín in de regio Araucanía. Teodoro Schmidt telde 15.045 inwoners in 2017 en heeft een oppervlakte van 650 km².